# 鮮于靖
鮮于靖（朝: 선우정）は、高麗の文官であり、朝鮮氏族の太原鮮于氏の始祖である。高麗の文宗時代に中書注書を務めた。
中国殷の政治家・箕子の48代孫に箕友諒がおり、それが鮮于氏の祖先となる。箕子が箕子朝鮮を立てた後、長男の松を荘恵王に、次男の仲を于山国に封じたが、仲の子孫が朝鮮の鮮と于山国の于を取って鮮于氏としたが、その末裔が鮮于靖である。